# تولوبایوو
تولوبایوو (انگلیسی: Tulubayevo) یک شهرک در شهرستان بیژبولیاکسکی باشقیرستان کشور روسیه است.